# Даммерон-Веллі (Юта)
Даммерон-Веллі (англ. Dammeron Valley) — переписна місцевість (CDP) в США, в окрузі Вашингтон штату Юта. Населення — 871 особа (2020).

## Географія
Даммерон-Веллі розташований за координатами 37°18′15″ пн. ш. 113°39′57″ зх. д. / 37.30417° пн. ш. 113.66583° зх. д. (37.304173, -113.665870).  За даними Бюро перепису населення США в 2010 році переписна місцевість мала площу 12,66 км², уся площа — суходіл.

## Демографія
Згідно з переписом 2010 року, у переписній місцевості мешкали 803 особи в 292 домогосподарствах у складі 255 родин. Густота населення становила 63 особи/км².  Було 317 помешкань (25/км²).
Расовий склад населення:
| - 96,6 % — білих - 0,7 % — азіатів - 0,5 % — корінних американців - 0,2 % — вихідців з тихоокеанських островів |

До двох чи більше рас належало 1,5 %. Частка іспаномовних становила 1,5 % від усіх жителів.
За віковим діапазоном населення розподілялося таким чином: 22,3 % — особи молодші 18 років, 53,2 % — особи у віці 18—64 років, 24,5 % — особи у віці 65 років та старші. Медіана віку мешканця становила 49,3 року. На 100 осіб жіночої статі у переписній місцевості припадало 92,1 чоловіків;  на 100 жінок у віці від 18 років та старших — 95,0 чоловіків також старших 18 років.
Цивільне працевлаштоване населення становило 118 осіб. Основні галузі зайнятості: освіта, охорона здоров'я та соціальна допомога — 25,4 %, науковці, спеціалісти, менеджери — 22,9 %, виробництво — 22,9 %.